# 洛托夫
洛托夫（德語：Lottorf）是德国石勒苏益格－荷尔斯泰因州的一个市镇。总面积5.78平方公里，总人口232人，其中男性107人，女性125人（2011年12月31日），人口密度40人/平方公里。